# Gaston Nicole
Gaston Nicole (* 1935) ist ein Schweizer Journalist und langjähriger Mitarbeiter der Télévision suisse romande.
Nach acht Jahren Journalismus bei der Gazette de Lausanne wechselte Nicole 1967 über zur Télévision suisse romande, wo für ihn die Stelle des Bundeshauskorrespondenten geschaffen wurde. 1979 wurde er zum Chef des Nachrichtendepartements und Chefredaktor des Téléjournals ernannt, einen Posten, den er bis Ende 1990 innehatte. Er wirkte in den Sendungen Le fait du jour, Agora, Tell Quel, Table ouverte, en direct avec… und affaires publiques mit. Zudem veröffentlichte er eine Biografie von Pierre Arnold, dem Patron der Migros. Er präsidierte das Dokumentarfilmfestival von Nyon und war Mitbegründer der Nyon Région télévision. 1979 erhielt er für seine collaboration confédérale den Oertli-Preis.

## Weblink
- Biografie auf der Website der Télévision suisse romande